# Helmut Merke
Helmut Merke (* 7. Oktober 1919 in Großschönwalde, Westpreußen; † 16. Oktober 1988) war ein deutscher Politiker der Blockpartei DBD. Er war Abgeordneter des Landtags von Sachsen-Anhalt und LPG-Vorsitzender in der DDR.

## Leben
Der Sohn eines Bauern absolvierte nach dem Besuch Volksschule eine landwirtschaftliche Lehre und arbeitete von 1936 bis 1939 als Landwirtschaftsgehilfe. Von 1939 bis 1945 leistete er Kriegsdienst in der Wehrmacht und geriet 1945 als Leutnant in sowjetische Kriegsgefangenschaft. Er besuchte eine Antifa-Schule und wurde 1948 aus der Gefangenschaft in die Sowjetische Besatzungszone entlassen.
Anschließend engagierte er sich in der Politik und war Mitbegründer der Demokratischen Bauernpartei Deutschlands (DBD) in Sachsen-Anhalt. Mit seiner Frau Else Merke baute er den DBD-Kreisverband Stendal auf. Er wurde stellvertretender Landesvorsitzender der DBD und war von 1950 bis 1952 Mitglied des Landtags Sachsen-Anhalts. Im Frühjahr 1951 zog er mit seiner Familie nach Schenkenberg, wo er einen freigewordenen Neubauernhof übernahm. Im August 1952 war er Mitbegründer und bis zum Eintritt in die Rente 1984 Vorsitzender der Landwirtschaftlichen Produktionsgenossenschaft (LPG) „7. Oktober“ Schenkenberg. Unter Merkes Leitung wurde die LPG zu einem der leistungsstärksten Agrarbetriebe in der früheren DDR. 
Ab 1952 Mitglied des DBD-Bezirksvorstandes Leipzig, war er von 1952 bis 1954 und von 1963 bis 1986 Abgeordneter des Bezirkstages Leipzig. Ein Fernstudium an der KMU Leipzig von 1959 bis 1964 schloss er als Diplom-Landwirt ab. Merke war ab 1960 stellvertretender Vorsitzender und von 1961 bis 1972 Vorsitzender des DBD-Bezirksvorstandes Leipzig (Nachfolger von Otto Bäjen). Anschließend fungierte er wieder bis zu seinem Tod 1988 als stellvertretender Vorsitzender des Bezirksvorstandes. Ab 1968 war er Mitglied des Parteivorstandes der DBD. Merke wurde 1973 mit einer Arbeit zur Entwicklung der Pflanzenproduktion in der LPG Schenkenberg zum Dr. agr. promoviert.

## Auszeichnungen
- 1962 Orden Banner der Arbeit
- 1977 Vaterländischer Verdienstorden in Silber und 1984 in Gold